# Čakova
Čakova je naselje v Občini Sveti Jurij ob Ščavnici.